# Anshun
Anshun (chiń. 安顺; pinyin Ānshùn) – miasto o statusie prefektury miejskiej w południowych Chinach, w prowincji Kuejczou. W 2010 roku liczba mieszkańców miasta wynosiła 448 957. Prefektura miejska w 1999 roku liczyła 2 859 168 mieszkańców. Ośrodek górnictwa węglowego, hutnictwa żelaza oraz przemysłu maszynowego i spożywczego.